# Desierto de Occidente
El desierto de Occidente es la zona árida más extensa del departamento de Antioquia, Colombia. Como su nombre lo indica, está ubicado completamente en la subregión del Occidente antioqueño, la misma que  posee uno de los procesos más intensos de destrucción ecológica y desertificación. Ubicado en los territorios de Santa Fe de Antioquia, San Jerónimo, Sopetrán y una porción de Anzá. Posee tierras que son sumamente áridas, infertiles y cálidas,  dando lugar a badlands y a cárcavas. La vegetación se ha adaptado a estas condiciones, presentando amplias extensiones de terreno cubiertas solo por cactáceas, suculentas y xerófilas.

## Geografía

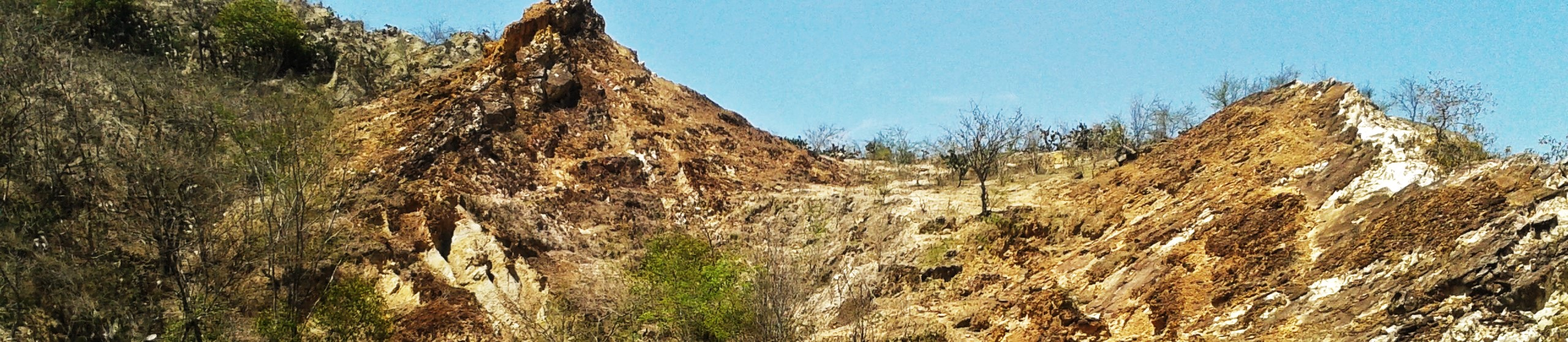
Panorámica del desierto de Occidente

El desierto de occidente se emplaza por laderas  escarpadas y valles amplios a lo largo del recorrido del río Cauca, justo donde se amplía su cañón, se caracteriza por ser una zona de bosque seco tropical, donde en los municipios de San Jerónimo y Anzá aún subsisten amplios matorrales propios de este ecosistema; entre Santa Fe de Antioquia y San Jerónimo, los matorrales dan espacio a amplias zonas desprovistas de vegetación, llenas de profundas cárcavas que son generadas por arroyos estacionales y ramblas en temporada de lluvias.

## Clima
El desierto posee un clima cálido seco, llegando a temperaturas cercanas a los 40 °C durante el día; por la noche bajan considerablemente, gracias a la acción de los vientos que soplan fuertemente durante largos periodos de tiempo.

## Hidrografía
El desierto de Occidente es irrigado por los ríos Cauca, Aurra, Tonusco y Quebradaseca; sin embargo, a excepción del Cauca, que es la cuenca mayor que recibe a los demás, el resto de los ríos presenta una reducción significativa de la oferta hídrica de sus cuencas al atravesar el desierto de Occidente, al punto de que en esta zona son prácticamente nulos los tributarios.